# Cere
Cere (צֵירֵי) – znak diakrytyczny używany w alfabecie hebrajskim w ramach nikudu. Występuje w postaci dwóch kropek obok siebie, które znajdują się pod literą; w pisowni bez nikudu cere pojawia się jako litera jod. 
Wyróżnia się cere male, które składa się z dwóch kropek pod literą oraz dodatkowej litery jod, która wówczas pełni funkcję samogłoski. W zależności od wyrazu cere male może brzmieć jak ej, e lub coś pośredniego.